# Camporotondo Etneo
Camporotondo Etneo là một đô thị ở tỉnh Catania trong vùng Sicilia, cách Palermo khoảng 160 km về phía đông nam, cách Catania khoảng 8 km phía tây bắc. Tại thời điểm ngày 31 tháng 12 năm 2004, đô thị này có 3.360 dân và diện tích là 6,4 km².
Đô thị Camporotondo Etneo có các frazione (đơn vị cấp dưới) Piano Tavola. Camporotondo Etneo giáp các đô thị: Belpasso, Misterbianco, Motta Sant'Anastasia, San Pietro Clarenza.